# Випалена земля (фільм, 2018)
Випалена земля — канадсько-американський постапокаліптичний науково-фантастичний бойовик 2018 року. Режисер Пітер Говітт.

## Про фільм
Майбутнє. На планеті трапилася глобальна катастрофа, внаслідок якої загинули мільярди людей.
Мисливець за головами, яка майже нічим не відрізняється від тих, за ким полює, намагається знайти і знешкодити найнебезпечнішого злочинця нового світу. За це їй обіцяють солідний куш.

## Знімались
| Актор           | Роль          |
| --------------- | ------------- |
| Джина Карано    | Аттіка Ґейґ   |
| Раян Роббінс    | Томас Джексон |
| Джон Ганна      | Док           |
| Патрік Сабонгі  | Вомак         |
| Стефані Беннетт | Мелена        |
| Патрік Гілмор   | Грабс         |
| Лувія Петерсен  | Хаво          |
| Кайлі Спір      | Кітті         |
| Натан Мітчелл   | Зее           |
| Аліша Ньютон    | Беатріс       |